# Homorú pártázat

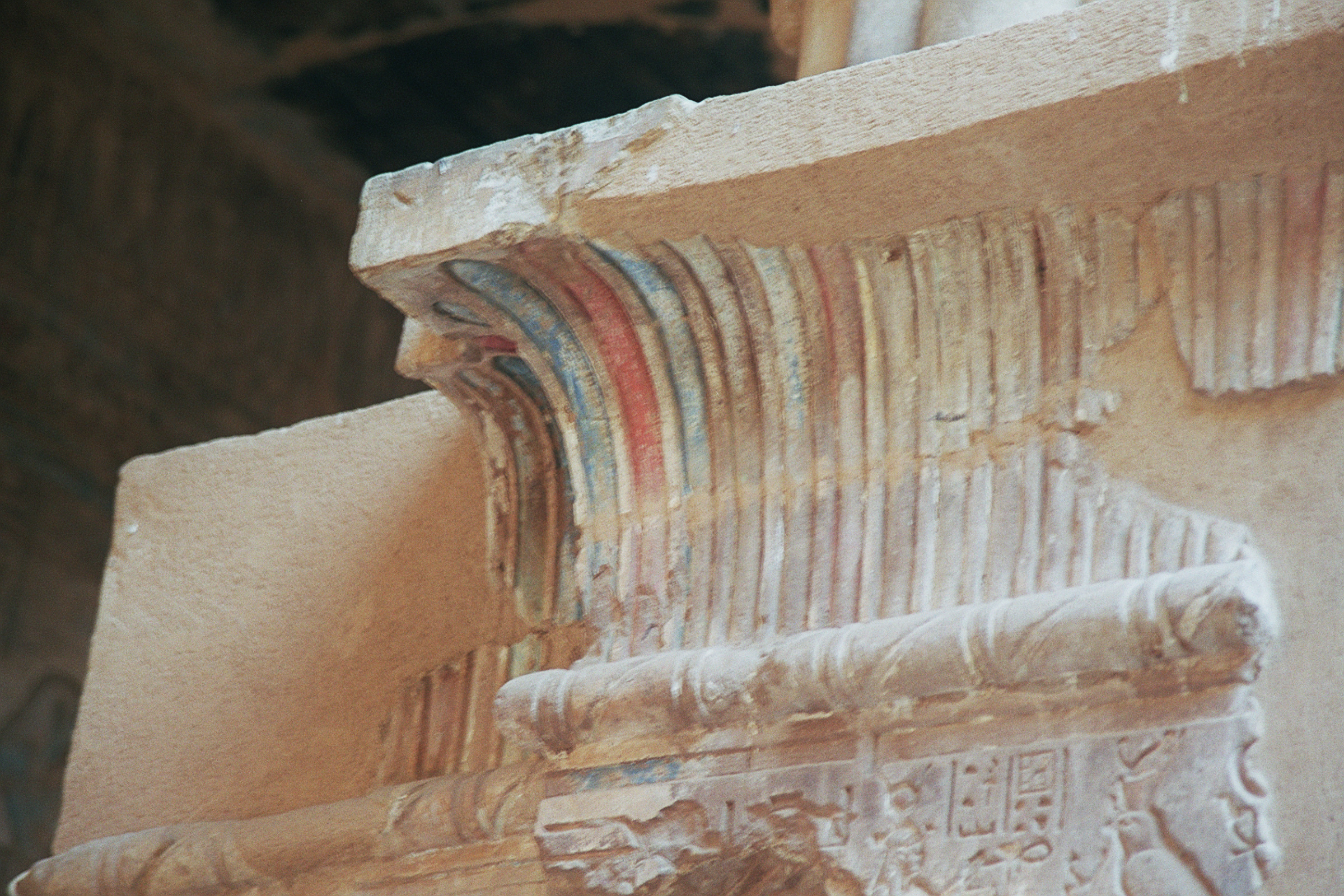
Színes homorú pártázat a Dejr el-Medina-i Hathor-templomon

A homorú pártázat (olasz eredetű kifejezéssel cavetto cornice) az ókori egyiptomi művészet egyik jellegzetes és fontos építészeti eleme, amely rendszerint, de nem kizárólagosan a falfelületek felső, vízszintes lezárását díszítette. Az ívesen kihajló pártázatot gyakran növényi motívumokkal, vagy geometrikus mintával (többnyire függőleges sávozással) díszítették és színesre festették.

## Története

Homorú pártázat elvi rajza - keresztmetszet és 3D vetett árnyék

A homorú pártázat legvalószínűbben az Egyiptomban ma is élő szokás szerint a falak tetejére helyezett pálmalevelekből ered. Első ismert előfordulása a gízai Horemahet (Harmakhisz) templomon (IV. dinasztia) található, a Nagy Szfinx szomszédságában. A motívum gyorsan elterjedt, és a későbbi templomokon és egyéb építményeken rendszeressé, szinte kötelezővé vált. Az építéséhez nyerstégla épületeknél külön erre a formára alakított téglákat használtak.

## Jelképrendszere

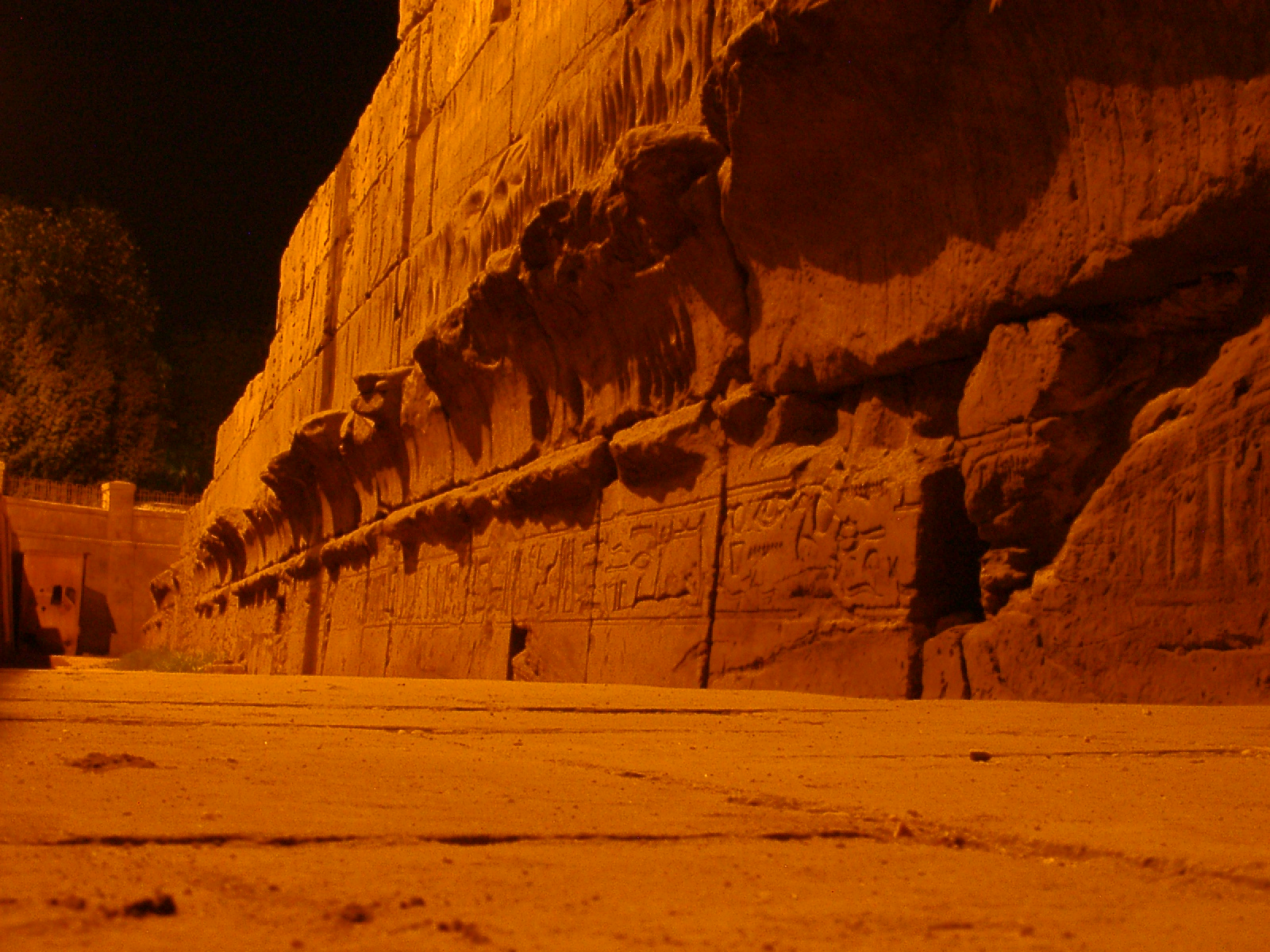
A talaj szintjén futó homorú pártázat a Luxor Templom déli falánál

## Használata
A homorú pártázat az egyik legszélesebb körben használt díszítőelem, amelyet a piramistemplomokon, masztabákon, szarkofágokon, pülónokon, naoszokon és a ptolemaida templomokra jellemző szerkényfalakon is megtalálunk. Gyakori díszítőelem volt bútorokon, például a szentélyt formázó ládikákon is. Nem ritkán a homorú pártázatot Ureusz-frízzel kombinálták.

## Utóélete
A homorú pártázat elterjedt az Egyiptommal kulturális kapcsolatban álló népeknél, előbb Szíria és Palesztina területén, majd a perzsa építészetben, sőt, Dél-Itáliában is. A pártázat a későbbi évszázadok építészetében is megjelent, főleg a historizáló, klasszicista és neoklasszicista stílusú épületeknél.

## Galéria

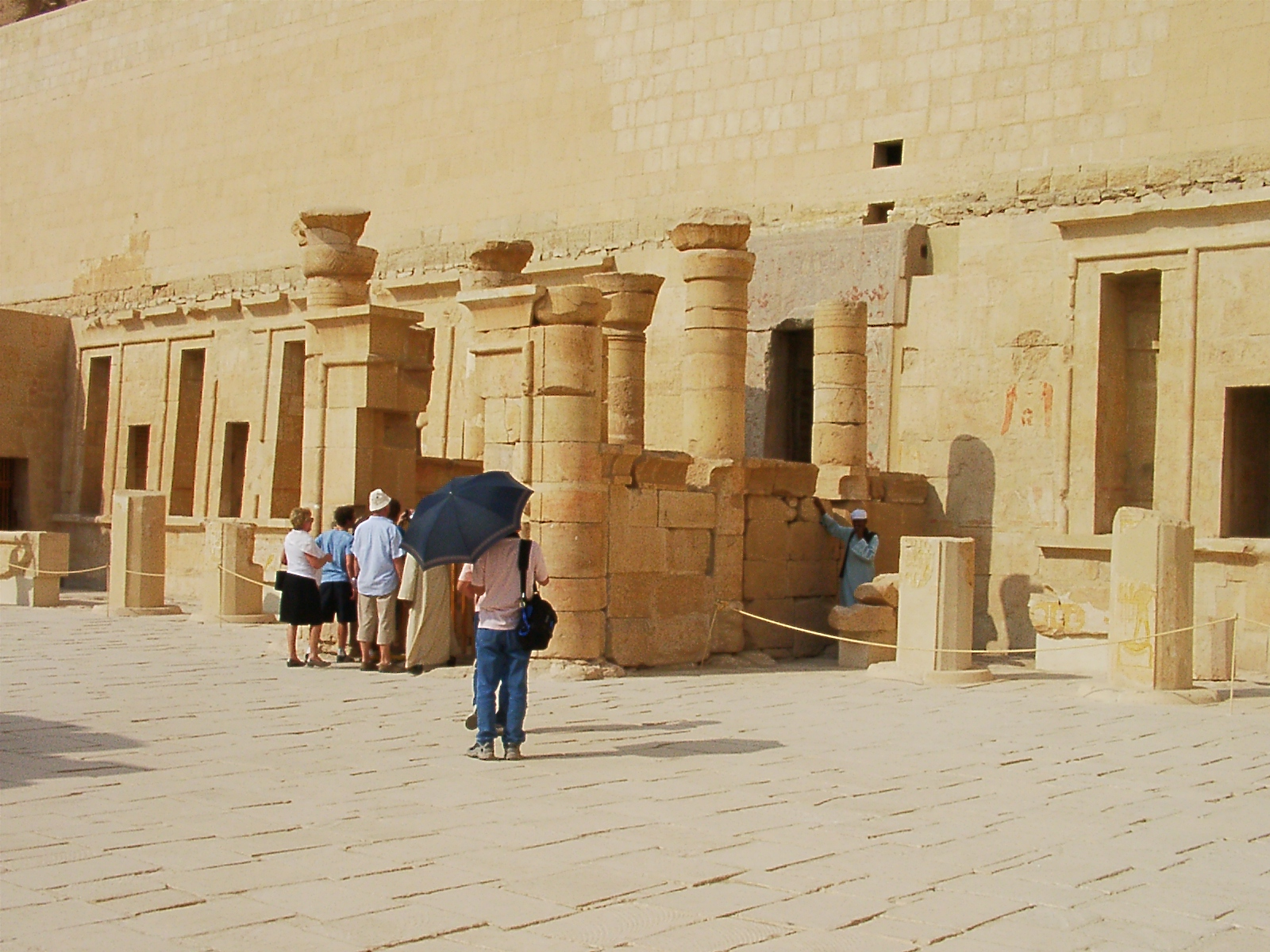
Hatsepszut halotti templomának legfelső szintjén a nyugati fal - homorú pártázat található a szoborfülkék alatt és felett, valamint a ptolemaida pavilon felső részén és szekrényfalain is.
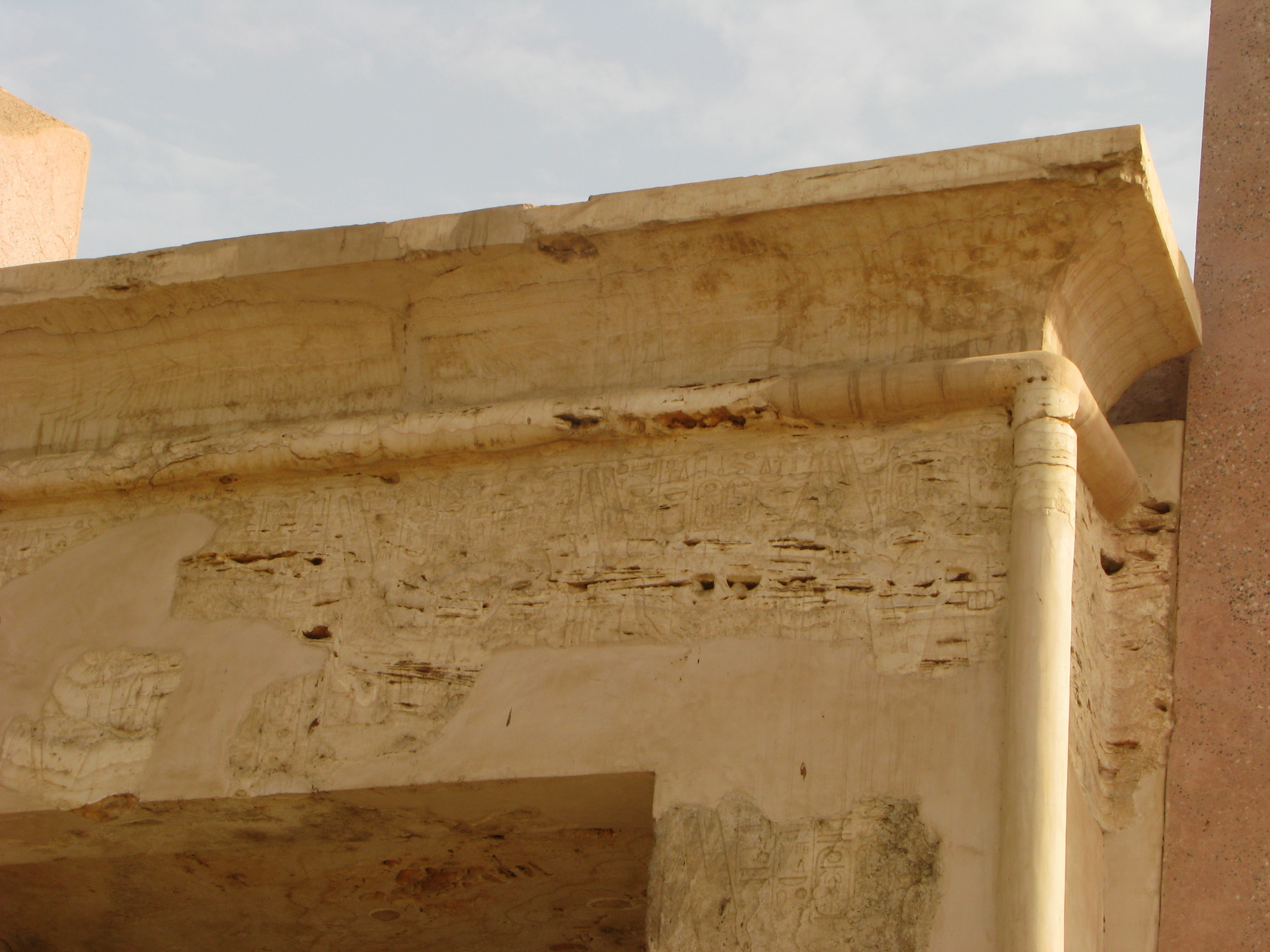
II. Amenhotep alabástrom bárkaszentélyének homorú pártázata a karnaki szabadtéri múzeumban
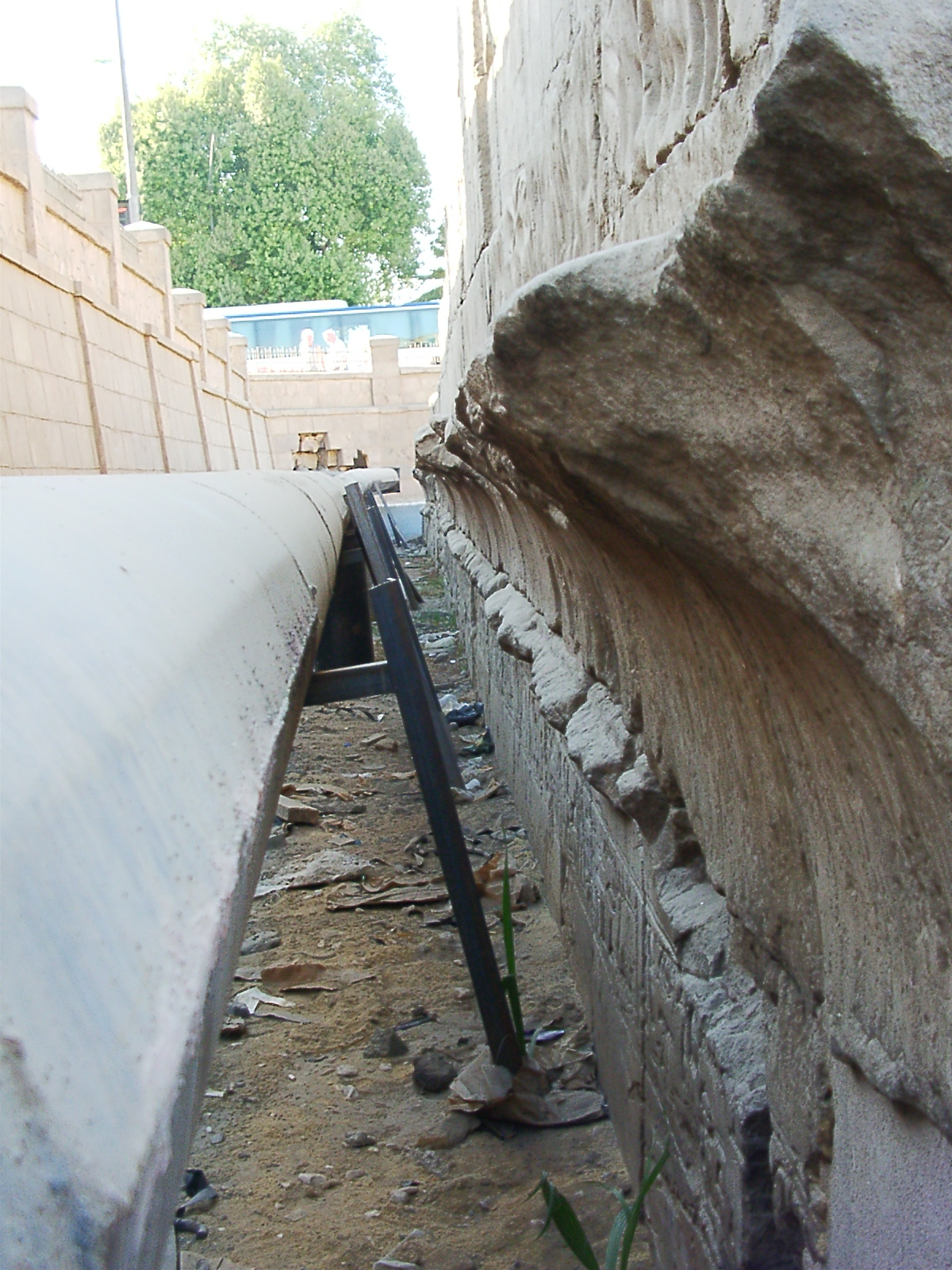
Talajszinten futó homorú pártázat a luxori templomban (a csővezeték a talajvízelvezető szivattyúrendszer kiépítése miatt látható)
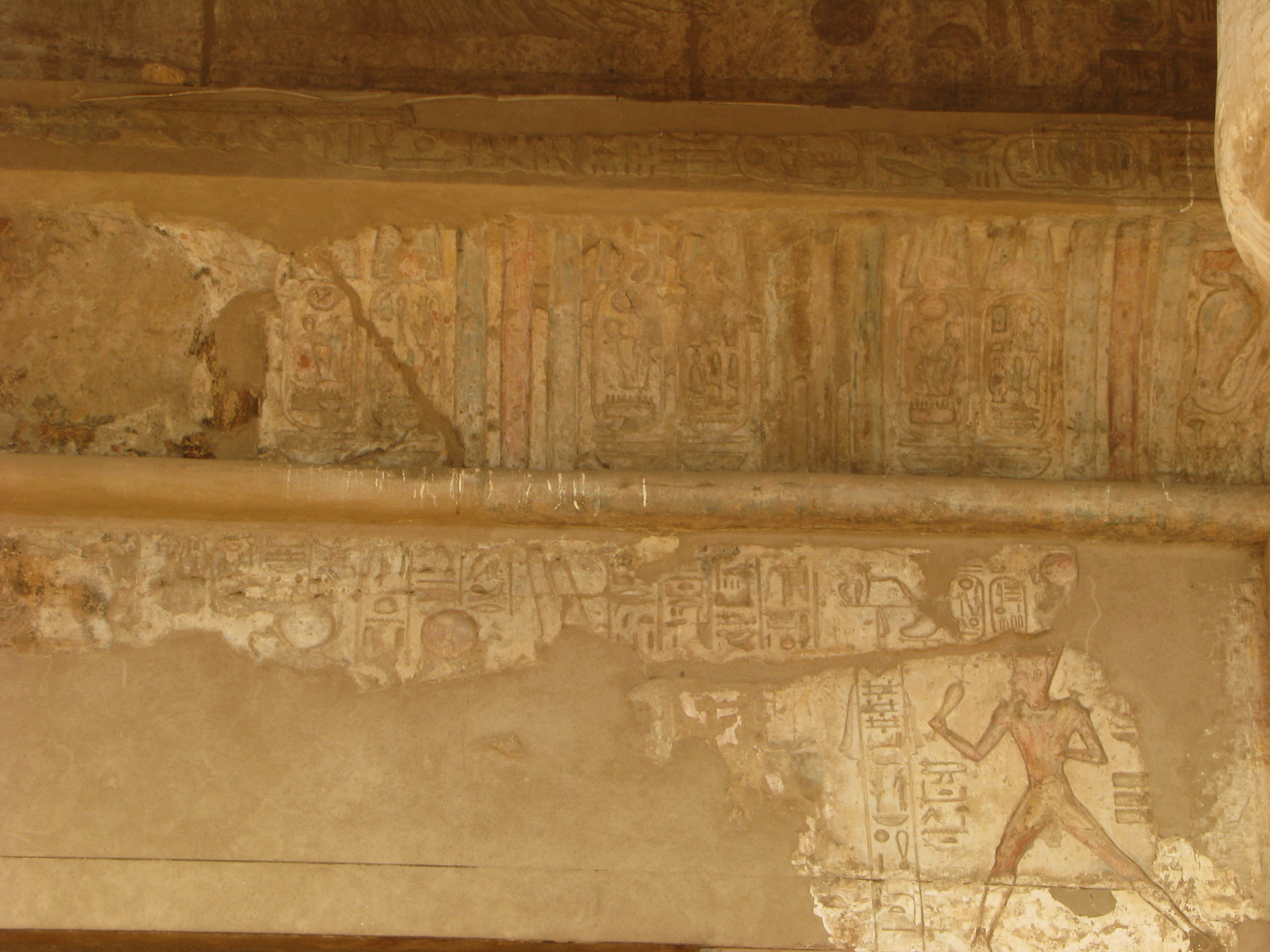
Festett, kártusokkal díszített homorú pártázat I. Széthi gurnai templomán
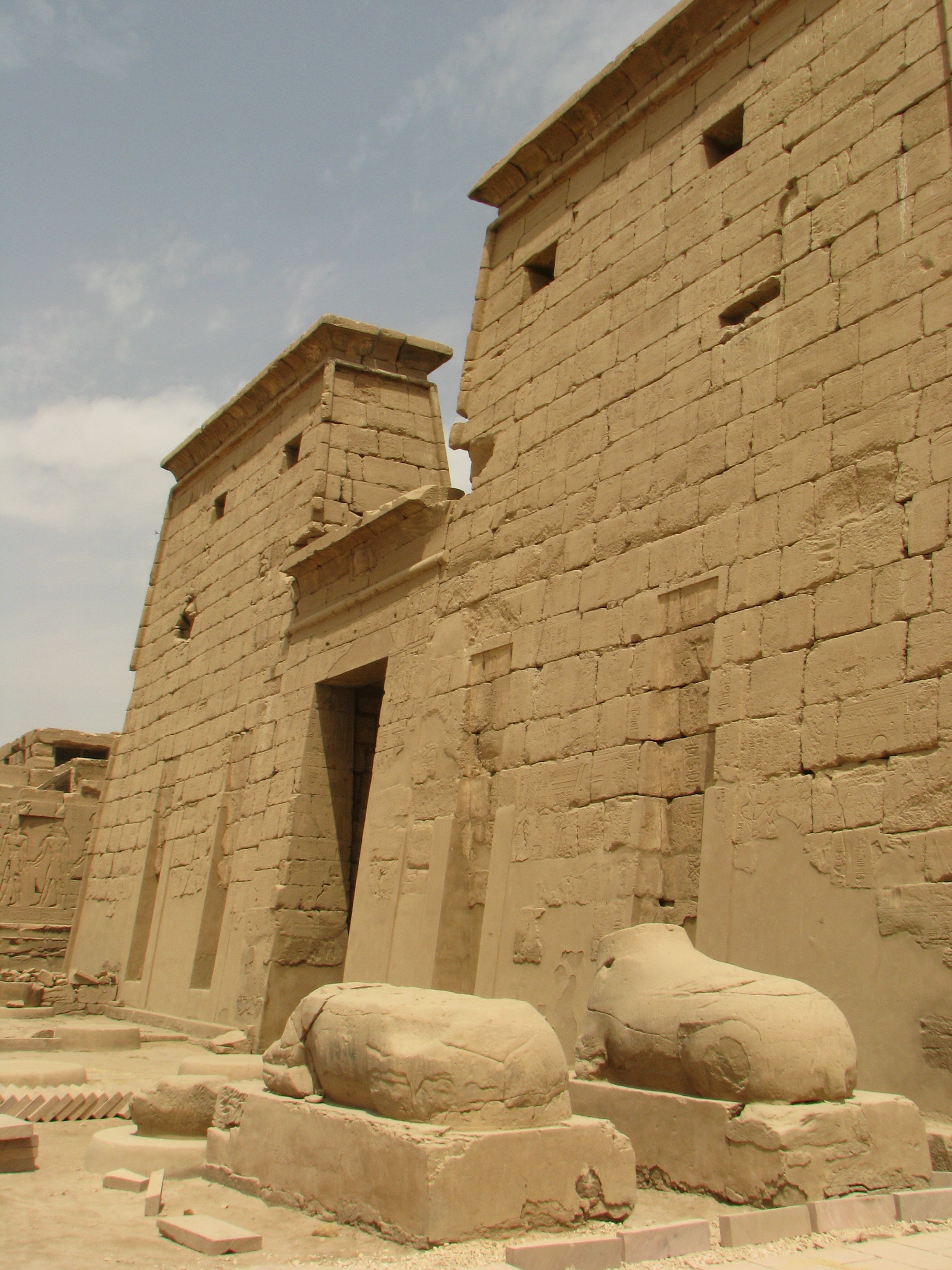
A karnaki Hnum-templom főhomlokzatán jól látható a homorú pártázat
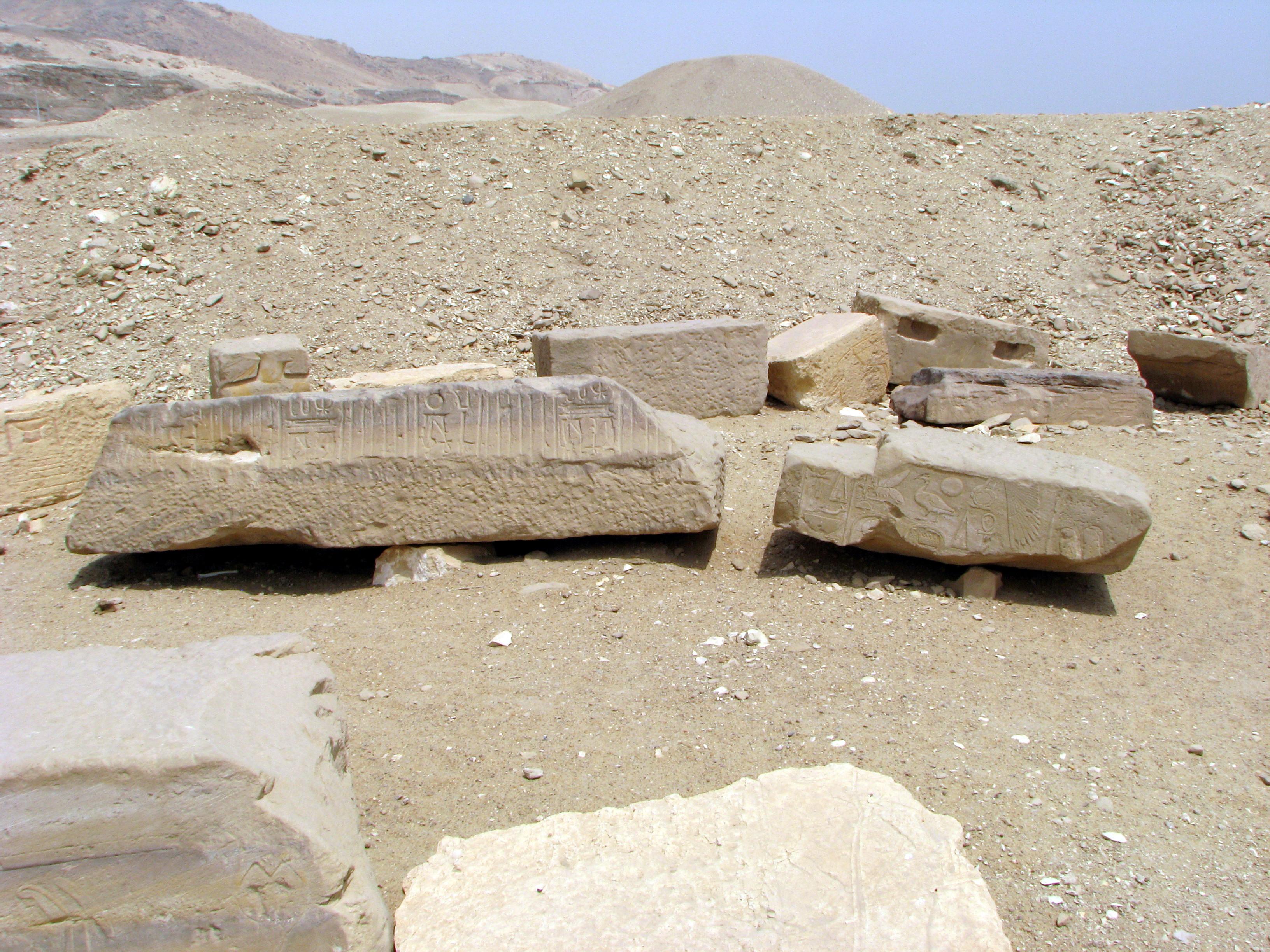
Homorú pártázat töredéke II. Ramszesz kártusaival egy feltáratlan gurnai rommezőn
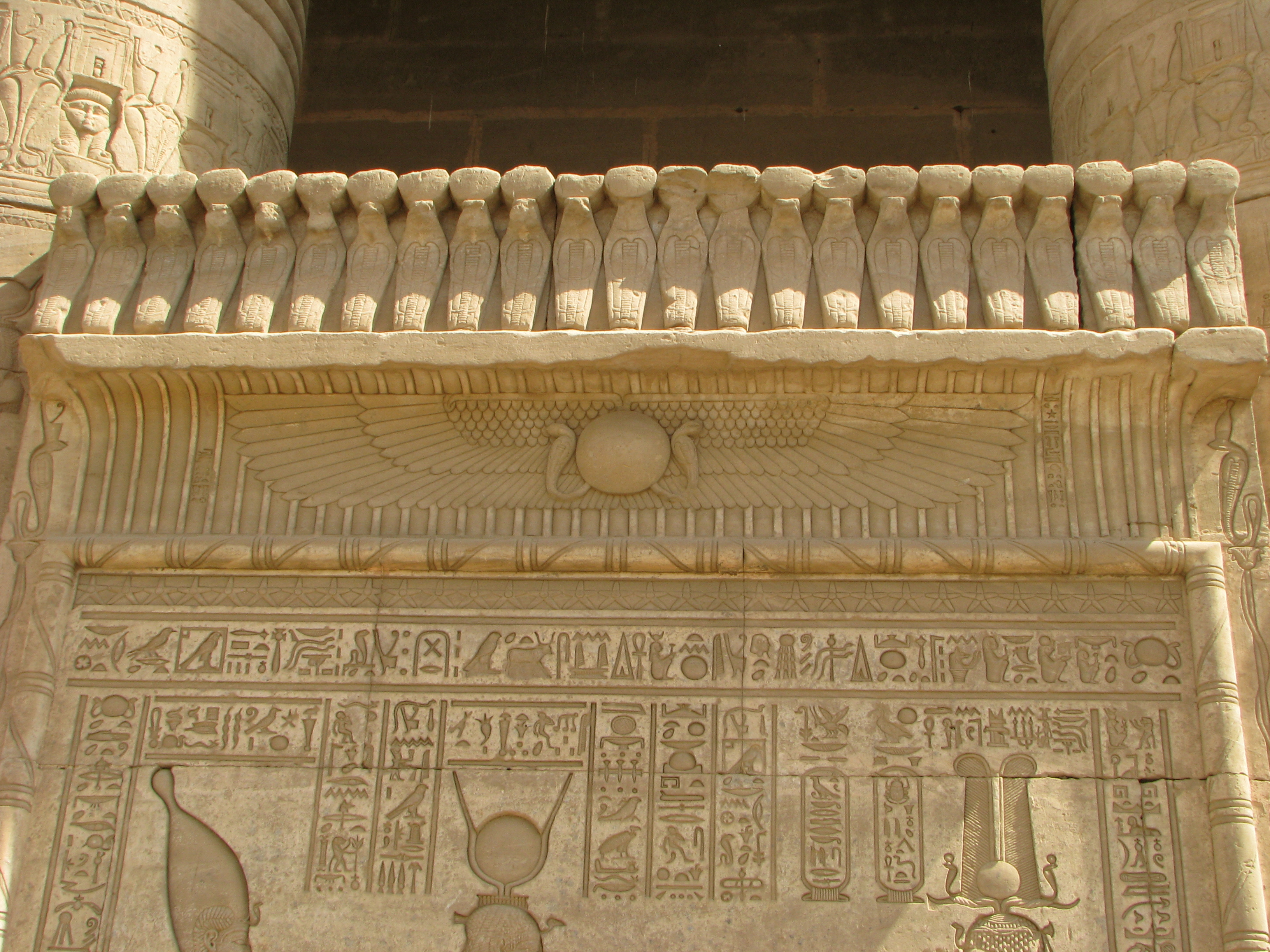
Ureusz-frízzel díszített homorú pártázat a denderai római kori mammiszi (születési ház) oldalának szekrényfalán